# Maciej Rzeźnik
Maciej Rzeźnik (ur. 28 grudnia 1981 w Mielcu) – polski kierowca rajdowy.

## Kariera
Swoje starty rozpoczął w 2006 roku od występu w Rajdzie Festiwalowym zaliczanym do Pucharu Polskiego Związku Motorowego. W tym samym roku wspólnie z Danielem Dymurskim zajęli trzecie miejsce w klasie A6 na koniec sezonu. W 2007 roku załoga startowała już w cyklu Rajdowych Samochodowych Mistrzostw Polski.
Citroenem C2 udało im się zająć trzecie miejsce w klasie A6.
Rok 2008 przyniósł zespołowi Rzeźnika duże zmiany. Karpackie Rally Team postanowili wystartować w całym cyklu Rajdowych Mistrzostw Słowacji za kierownicą Suzuki Swift Super 1600. Mistrzostwo w klasie A6, Super 1600 i miano najszybszej załogi wśród samochodów napędzanych na jedną oś którą wywalczył wspólnie z Bogdanem Browińskim.
Od sezonu 2010, Maciej Rzeźnik, pilotowany jest przez Przemysława Mazura. Wspólnie tworzą załogę startującą regularnie w Rajdowych Samochodowych Mistrzostwach Polski oraz Europy samochodem Peugeot 207 S2000 oraz Mitsubishi Lancer EVO X w specyfikacji R4.

## Życie prywatne
Obecnie Maciej Rzeźnik mieszka w Rzeszowie. Jest żonaty. Poza rajdami zajmuje się prowadzeniem warsztatu samochodowego.